# Josef Franz Riedl
Josef Franz Riedl (* 12. März 1884 in Wien; † 16. November 1965 ebenda) war ein österreichischer Bildhauer und Maler.

## Leben und Wirken

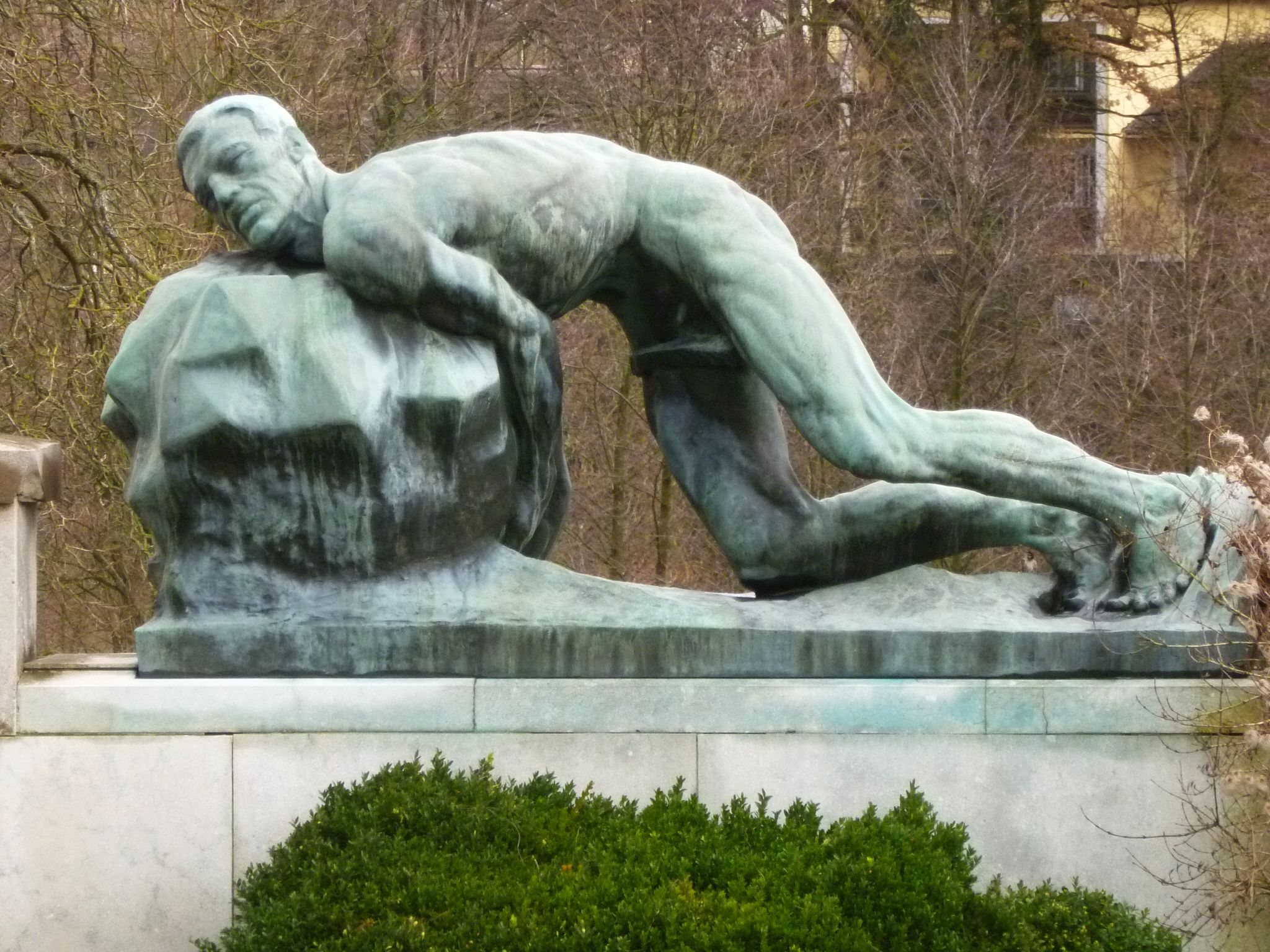
Bronzeplastik „Einen Fels Wälzender“ (1930) vor dem Zeileis Institut

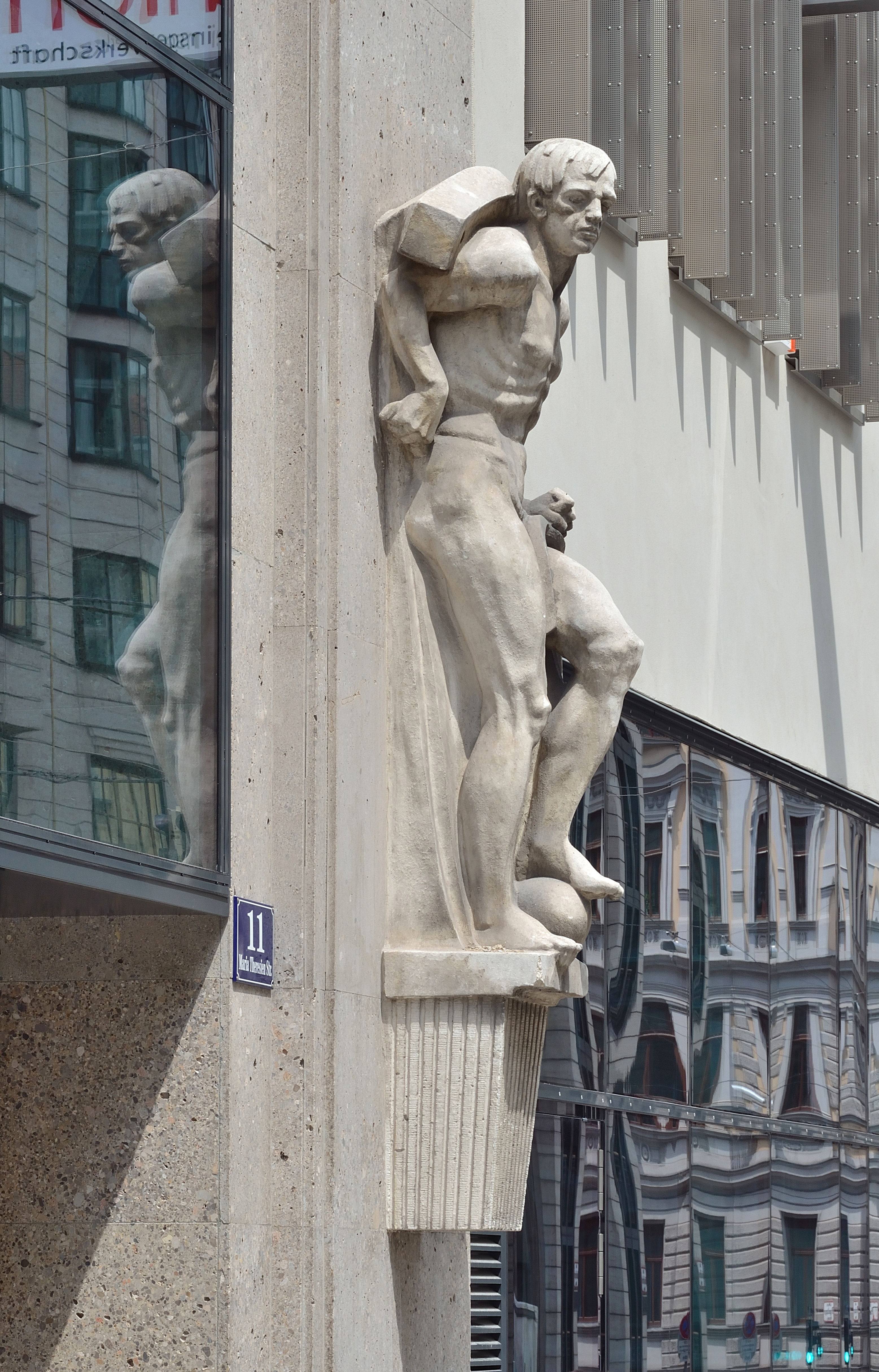
Eine der beiden Skulpturen Riedls am Portal der Gewerkschaft Younion, Wien, Maria-Theresien-Straße 11

Josef Franz Riedl wurde am 12. März 1884 als erster Sohn des Holzbildhauers Josef Riedl in Wien geboren und wuchs hier unter ärmlichen Verhältnissen auf.
Nach dem Absolvieren der Bürgerschule begann er 1898 ein Studium an der Staatsgewerbeschule Wien, an der er als Hauptfächer Modellieren und Zeichnen belegte. Zwei Jahre später war er bereits Lehrling im Atelier Benk, in dem er auch seine erste Rundplastik, den überlebensgroßen Kopf einer griechischen Göttin, anfertigte. Nach erfolgreicher Aufnahmeprüfung lernte er ab 1902 an der Akademie der bildenden Künste Wien unter Hans Bitterlich, Edmund Hellmer oder Viktor Tilgner. Bereits nach dem ersten Studienjahr war die Zahl der Studenten von 21 auf sieben gesunken, wobei Riedl einer der sieben Auserwählten war, denen ein weiteres Studium an der Akademie ermöglicht wurde. Riedl tat sich dabei besonders hervor; unter anderem, da er auch eine im Jahre 1903 von Bitterlich ausgeschriebene Zeichen-Komposition für sich entschied. Eine ein Jahr später absolvierte Studienreise nach München verlief für ihn jedoch weniger erfolgreich. Bei einer weiteren Reise nach St. Corona am Wechsel wurde er mit seiner späteren Ehefrau Anna Bayer, die er im Jahre 1917 heiratete, bekannt.
Durch das Ableben seines Vaters im Jahre 1904 – Riedl war zu diesem Zeitpunkt gerade 20 Jahre alt – verschlechterte sich die finanzielle Lage der Familie noch weiter. Nachdem er Ende April 1905 seine Abschlussarbeit an der Akademie der bildenden Künste bei Professor Bitterlich geschrieben hatte, wurde bald darauf der bereits erwähnte Hofrat Edmund Hellmer auf den 21-jährigen Riedl aufmerksam und lud ihn zu sich ein. Nachdem Riedl seine Künstlerkollegen wie Michael Drobil, Josef Müllner und Alfred Hofmann gelobt hatte, präsentierte er Hellmer seine eigenen Arbeiten, woraufhin ihn dieser als Schüler aufnahm. Im Jahre 1908 stellte er eine erste Marmorarbeit – aus Adneter Marmor aus Untersberg bei Salzburg (siehe auch Untersberger Marmor) – fertig. Unter Hellmers Leitung entstanden so zahlreiche Werke für den Wiener Prater. Nach dem Erhalt eines Reisestipendiums, das er über einen Wettbewerb gewann, eröffnete Riedl in den Jahren 1910/11 ein eigenes Atelier. Bald darauf leistete Riedl seinen Kriegsdienst im Ersten Weltkrieg ab und wurde im Jahre 1916 schwer verwundet. Er kehrte daraufhin nach Wien zurück und fertigte noch im Lazarett Porträt-Plaketten an.

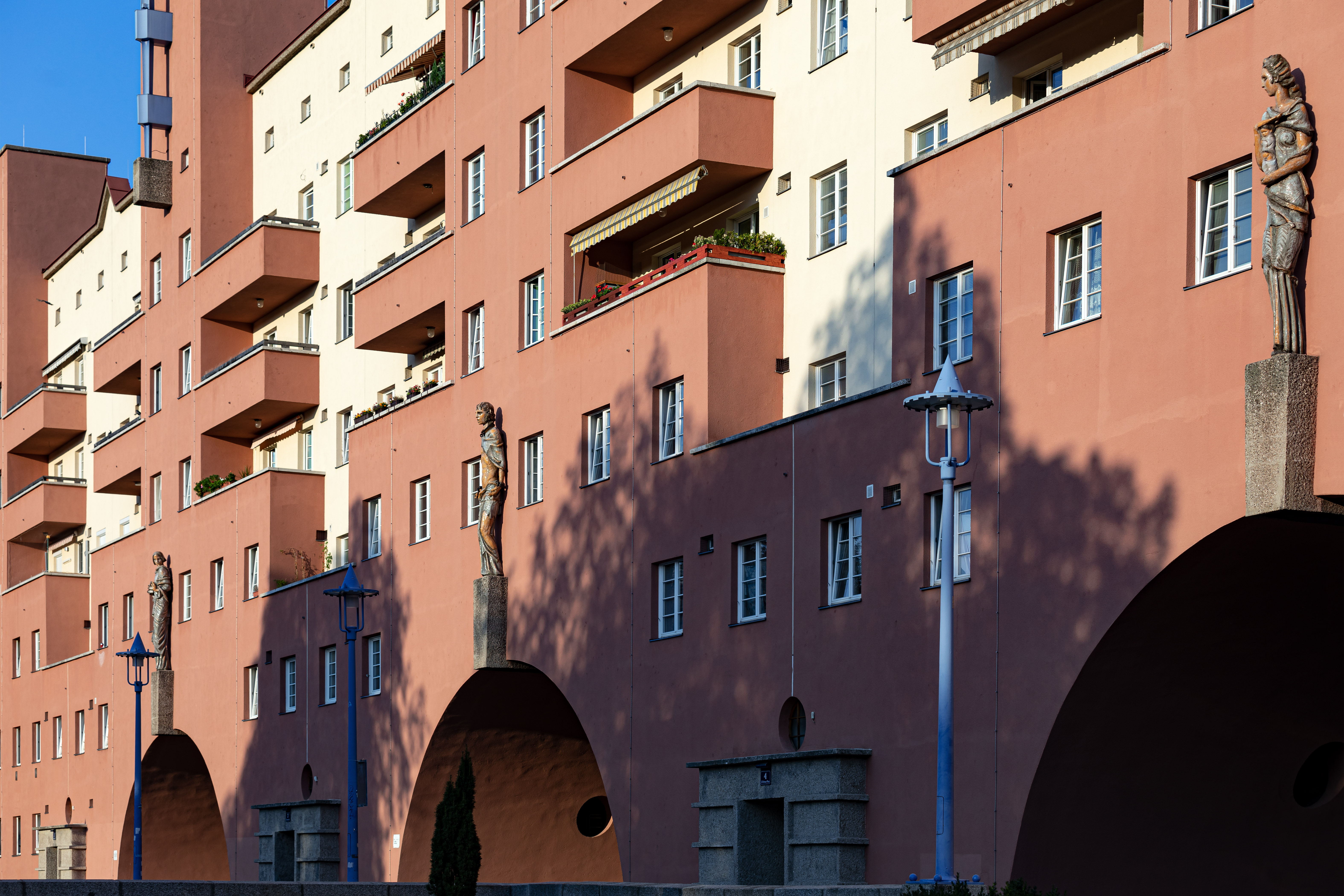
Skulpturen Aufklärung, Befreiung und Kinderfürsorge, Karl-Marx-Hof, Wien

Vor allem in der Zwischenkriegszeit, in der auch sein Sohn Rupert, ein späterer international anerkannter Zoologe, geboren wurde, trat er durch Arbeiten an städtischen Wohnhausbauten, die sogenannte Kunst am Bau hervor. Hierbei arbeitete er überwiegend an Kleinplastiken, figuralen Plastiken oder Sgraffiti für Fassaden. Im Zentrum seiner Arbeiten steht die Entwicklung des sozialen Wohnbaus in den 1920er und 1930er Jahren. Zu den wesentlichen Werken Riedls zählen eine im Jahre 1923 geschaffene Skulptur im Fuchsenfeldhof, ein musizierender Putto aus dem Jahre 1925 im benachbarten heutigen Reismannhof oder ein Kugelfisch für den Zierbrunnen im Bebelhof (1926). Fassadenschmuck steuerte er für den Kindergarten Sandleiten (1928) oder den Karl-Marx-Hof (1930) bei. Zudem zeigt er sich für die Gestaltung des am 12. September 1929 enthüllten Manhardtdenkmals, das während der Zeit des Nationalsozialismus entfernt wurde und von dem im März 1967 wieder eine Kopie aufgestellt wurde, verantwortlich. Diverse andere Werke Riedls sind zudem noch heute im städtischen Wohnbau Wiens sowie im umgebenden Niederösterreich zu finden. 1936 war Riedl in der Kategorie „Bildhauerei“ bei den Kunstwettbewerben der Olympischen Sommerspiele 1936 beteiligt. 1937 und 1943 war er auf der Großen Deutsche Kunstausstellung in München vertreten, u. a. 1937 mit einer Bronzebüste des Nazi-Kulturpolitikers Mirko Jelusich. Seine 1939 ausgestellte Marmorbüste „Bildnis Fräulein P. M.“ erwarb Hitler für 7000 RM. Während des Zweiten Weltkriegs wurde Riedl des Öfteren beauftragt; auch Bildnisse von Adolf Hitler anzufertigen. Für die Stadt Wels schuf er 1940/41 die 2,6 m hohe Zinkguss-Statue, angelehnt an die römerzeitliche Venus von Wels, jedoch ohne Spiegel, mit 2. Locke und breiterem Becken, die bis 2006 auf einem Brunnen bei der Halle der Nationen im Welser Messegelände stand.
Nach dem Krieg war er daraufhin wieder in Wien aktiv. In dieser Zeit entstanden auch zwei Büsten als Denkmäler für Julius Tandler und Clemens Pirquet, die noch heute in der Aula, dem Arkadenhof der Universität Wien, stehen. Zeitlebens wurde Riedl vielfach ausgezeichnet; unter anderem im Jahre 1926 mit dem Preis der Stadt Wien für Bildhauerei und dem Reichel-Preis. 1931 erhielt er die Goldene Staatsmedaille und 1950 die Große Goldmedaille des Künstlerhauses.
Bis wenige Jahre vor seinem Tod schrieb Riedl einen Lebensbericht, der von seinem Sohn Rupert Riedl redigiert wurde und 2005 als Künstlerbiografie im Buchformat erschien. Riedls Mitschrift endete mit dem Jahreswechsel 1961/62 und wurde daraufhin nicht mehr von ihm fortgesetzt. In dieser Zeit wurde auch sein großes Atelier in der Grinzingerstraße aufgegeben. 1964 erkrankte er an Zerebralsklerose und starb am 16. November 1965 81-jährig an den Folgen seiner Erkrankung im Sanatorium Obersteinergasse in Wien. Drei Tage später wurde er am Neustifter Friedhof beigesetzt.

## Auszeichnungen und Ehrungen (Auswahl)
- 1926: Preis der Stadt Wien für Bildhauerei
- 1926: Reichel-Preis
- 1931: Goldene Staatsmedaille
- 1950: Große Goldmedaille des Künstlerhauses